# Сойволовская
Сойволовская — деревня в Череповецком районе Вологодской области.
Входит в состав Нелазского сельского поселения, с точки зрения административно-территориального деления — в Нелазский сельсовет.
Расстояние по автодороге до районного центра Череповца — 48 км, до центра муниципального образования Шулмы — 12 км. Ближайшие населённые пункты — Владимировка, Плешаново, Шулма.
По переписи 2002 года население — 30 человек (12 мужчин, 18 женщин). Преобладающая национальность — русские (97 %).